# Кіт чорноногий
Кіт чорноногий, також відомий як мураховий тигр, мала плямиста кішка (Felis nigripes) — вид хижих ссавців з роду Кіт (Felis) родини котових (Felidae). Один з найменших за розмірами тіла і найрідкісніших представників цього роду. В 2002 році чорноногому коту надали уразливого статусу. В 1962 році Паулю Лейхаузену вдалося схрестити чорноногого кота з домашньою кішкою. Вважається одною із найменших кішок у світі.

## Ареал
Живе в сухих рівнинах південної Африки, пустелі Калахарі, на території Ботсвани та Намібії. Дуже рідко в найпівденніших територіях Анголи.

## Зовнішній вигляд

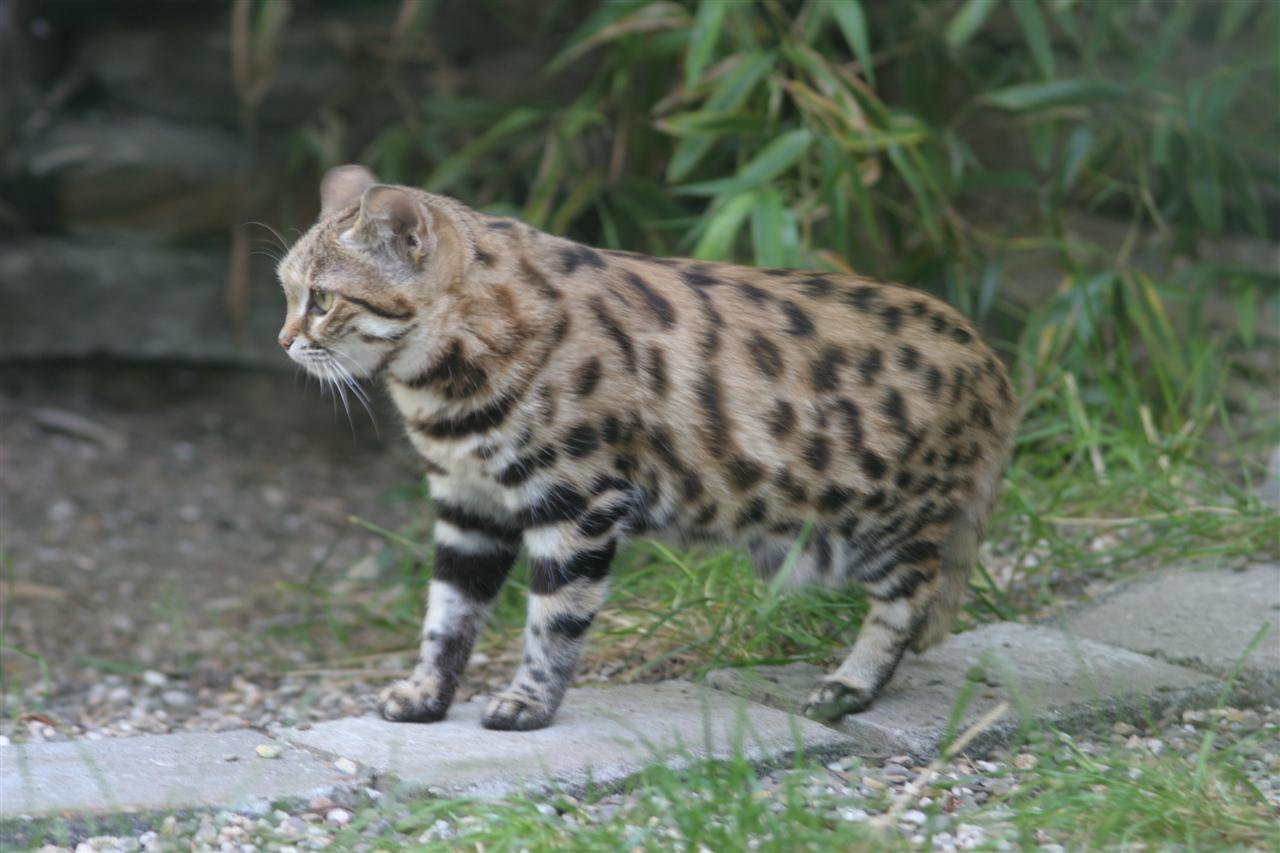
Кіт чорноногий збоку

Найменший сучасний представник родини Кіт. Довжина самиць — до 35–46 см, самців — до 37–50 см. Довжина хвоста: у самиць — 13–18 см, у самців — 8–20 см; висота в холці близько 25 см. Вага 1–1,9 кг, але можуть важити і до 2,5 кг. Самці важать 1,5–2,4 кг, а самиці 1–1,6 кг.
Чорноногі коти мають доволі великі очі. За сітківкою ока розташований особливий судинний шар (тапетум), що виконує функцію відбивача, необхідного для нічного зору. Він збільшує зорову здатність і викликає яскраво-блакитне світіння очей вночі. Вуха невеликі, округлої форми, можуть вловлювати найменші звуки. Можуть видавати дуже дзвінкі і голосні звуки.
Хвіст короткий і загострений в кінці. Череп набагато вужчий, ніж у барханної кішки. На подушечках лап росте коротке хутро, яке захищає кішок від гарячого піску. Самі лапи чорні — звідси і назва кішки. Забарвлення жовто-коричневе, на плечах і лапах є чорні смуги. На хвості поперечні чорні смуги, кінчик хвоста також чорний. В зимній період забарвлення чорноногого кота тьмяніше: присутні темно-жовті чи світло-коричневі відтінки.

## Спосіб життя
Чорноногі кішки займають нори інших тварин, наприклад, кроликів, трубкозубів, їжатців, довгоногів або термітів (звідси і пішла неофіційна назва мураховий тигр). Можуть самостійно розширювати нори під свої потреби. Живуть в сухих відкритих рівнинах, степах і саванах, в напівпустелях з чагарниками і незначною кількістю дерев. Можуть проживати в районах, висота яких сягає до 2 000 м. Ворогами є великі хижаки та отруйні змії і пітони.
Кіт веде нічний спосіб життя, хоча на полювання можуть виходити і вранці. За одну ніч вони проходять близько 16 км у пошуках харчів. Полюють всю ніч неперервно, не звертаючи уваги навіть на важкі природні умови. Весь день відпочивають у себе в лігві. По деревах майже не лазять, оскільки через короткий хвіст вони не є пристосованими до подібних дій.
Може довго обходитись без води.
Зазвичай одинаки. Території самців, площа яких становить до 18–22 км², може перетинатися із територіями декількох самиць. Часто території самиць (10–17 км²) також перетинаються із землями інших представниць жіночої статі, але полюють вони завжди поодинці. Відомі своєю мужністю і агресивністю у захисті власного житла.
У деяких племенах бушменів вірять, що чорнонога кішка здатна вбити навіть жирафа.
У неволі живуть 10–13 років.

### Харчування
Їдять переважно дрібних гризунів (ховрахів), деяких птахів та рептилій, безхребетних (сарана, коники, тощо).

## Розмноження
Чорноногий кіт полігамний. Коти не беруть участі у виховуванні кошенят. Період розмноження припадає на листопад-середину грудня. Вагітність триває 63–68 днів.
Кішки народжують 1–2 рожевих голих кошенят, які важать близько 60–84 г. Починають ходити через 11–16 днів. Хутро росте протягом 6 тижнів. В 3 тижні кошенята вже виходять із лігва і обстежують навколишні місцевості. При небезпеці, замість того, щоб бігти назад в лігво, кошенята тікають в пустелю, ховаються в найближчому укритті і завмирають доти, доки мати не покличе їх. Коли кошенятам виповниться близько п'яти тижнів, матір починає приносити в лігво живу здобич, дозволяючи кошенятам вчитися полювати. Лактація триває до 6 тижнів.
Ростуть кошенята дуже швидко. У віці 7–8 тижнів кошенята починають полювати самостійно. В 5 місяців вони вже є повністю незалежними, хоча ще й тримаються біля матері.
Статеве дозрівання настає в 20–21 місяць.

## Галерея

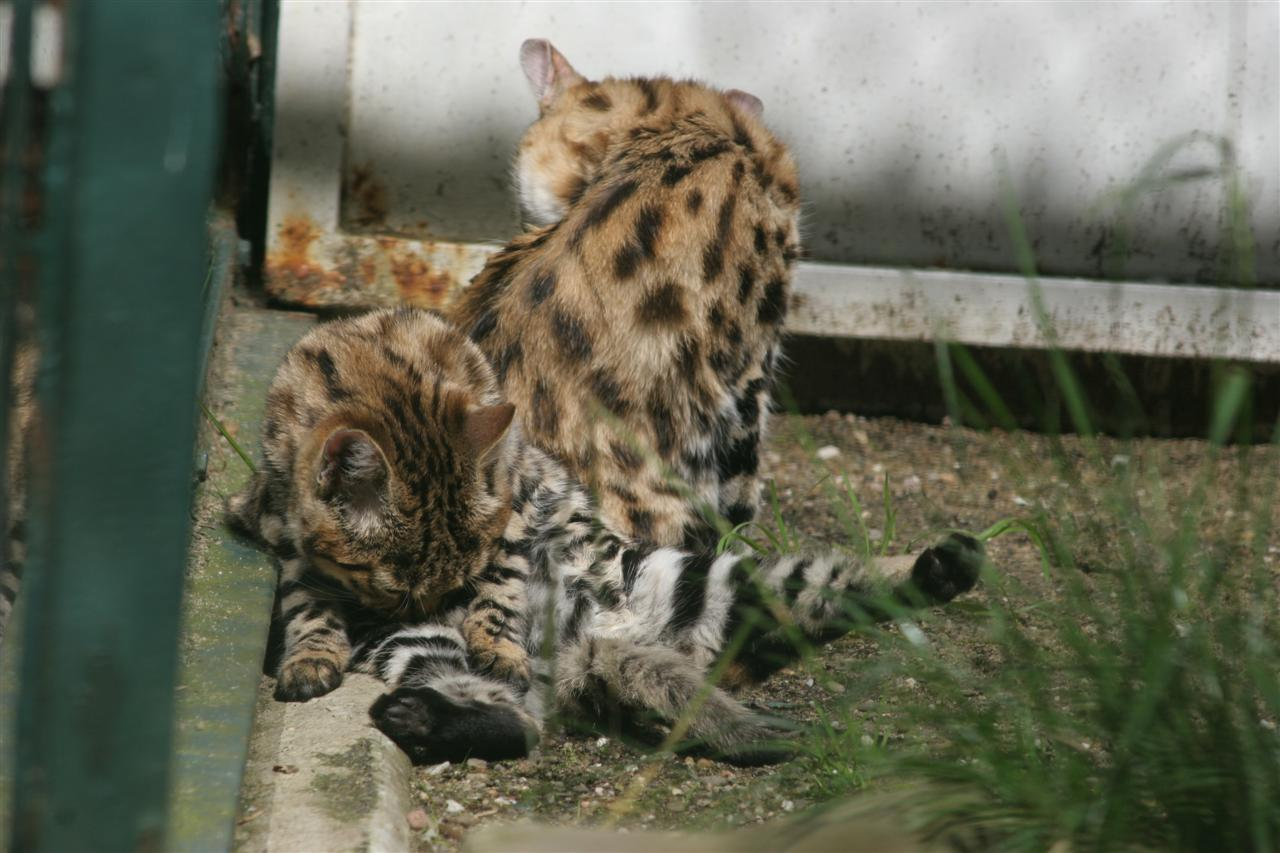
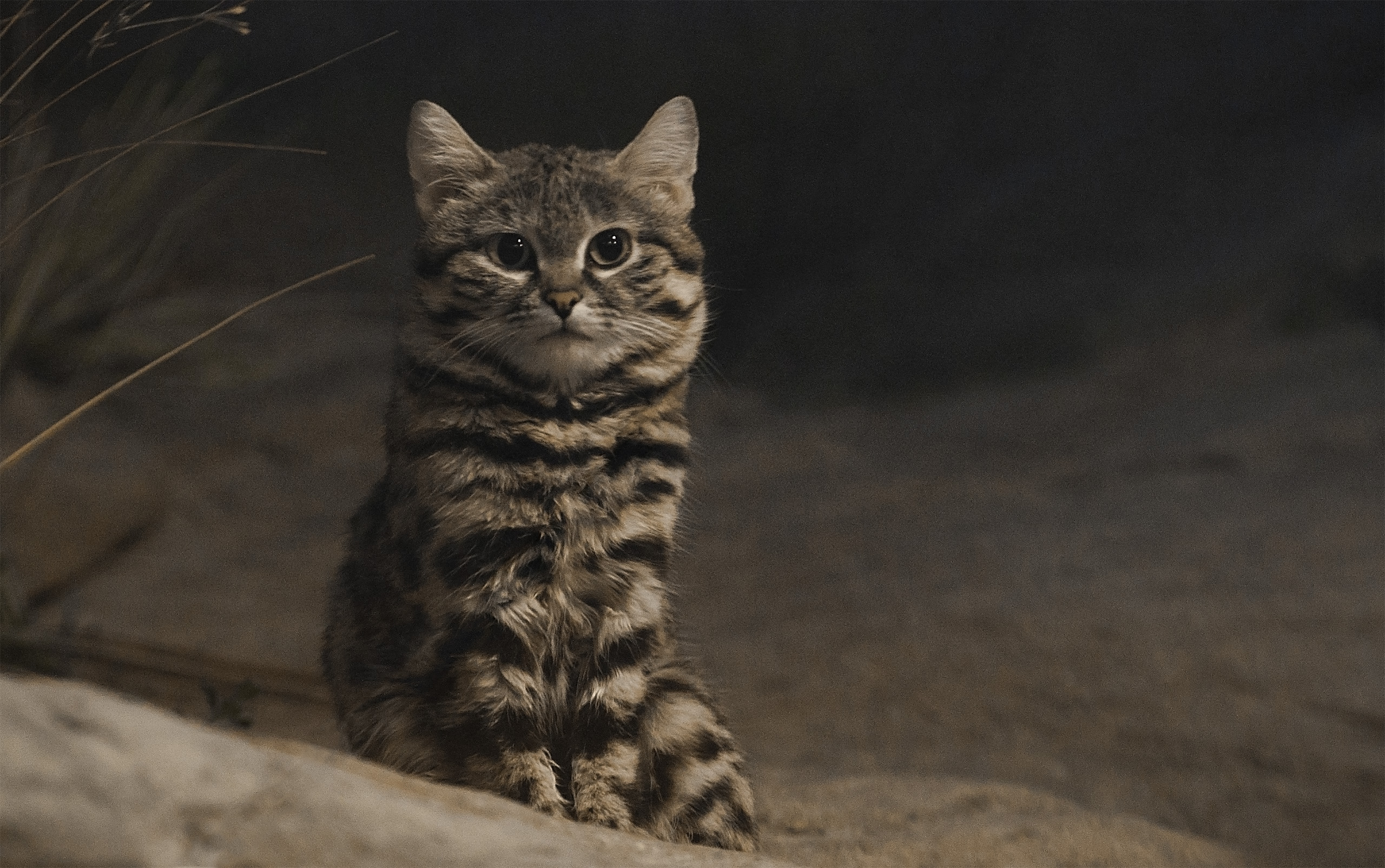
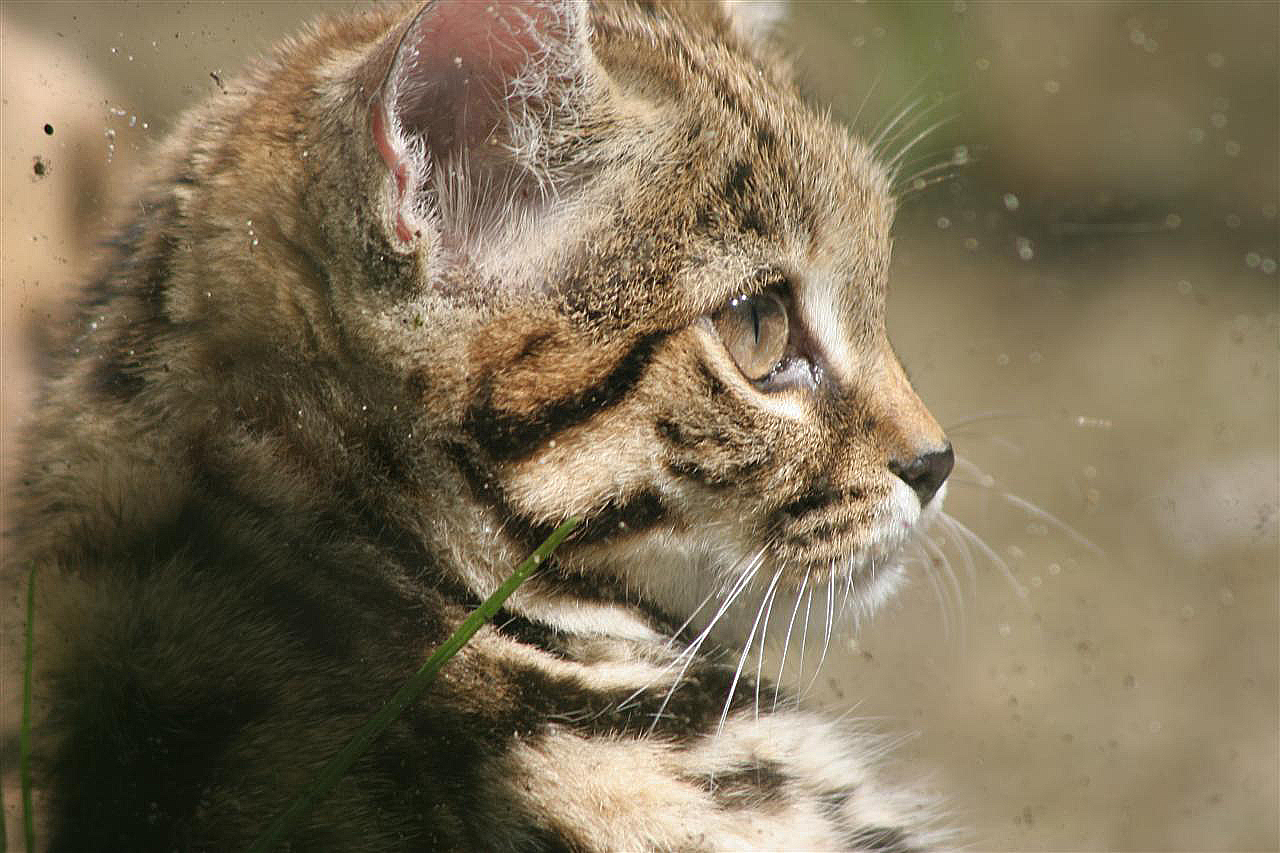
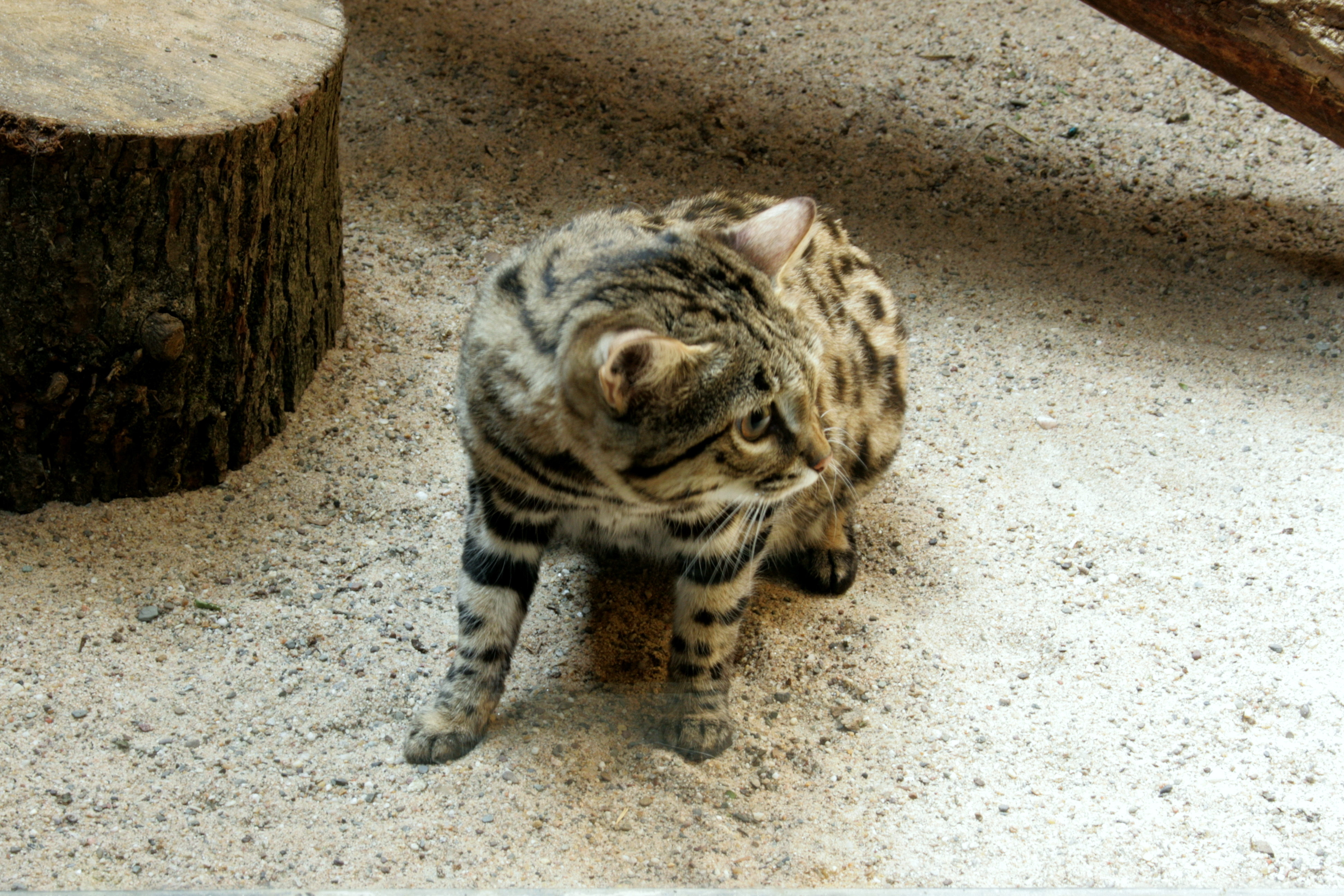

## Підвиди
Існують два підвиди:
- Felis nigripes nigripes — в Намібії.
- Felis nigripes thomasi — в Ботсвані (мають темніше забарвлення).